# مبارک (شهر)
مبارک (شهر) (به لاتین: Muborak) یک منطقهٔ مسکونی در ازبکستان است که در استان قشقه‌دریا واقع شده‌است.

## خصوصیات
مبارک ۳۱٬۴۵۵ نفر جمعیت دارد.